# Cărbuna
Cărbuna è un comune della Moldavia situato nel distretto di Ialoveni di 2.140 abitanti al censimento del 2004